# Limited Supervision

Symbol der Betriebsart Limited Supervision im Driver Machine Interface (DMI)

Limited Supervision (Abkürzung LS) wird im europäischen Zugbeeinflussungssystem ETCS eine Betriebsart mit eingeschränkter Überwachung bezeichnet.
Laut ETCS-Spezifikation ist Limited Supervision eine Betriebsart der ETCS-Fahrzeugausrüstung, die einen begrenzten Schutz gegen Geschwindigkeitsüberschreitungen und Signalverfehlungen bietet. Der Triebfahrzeugführer hat ortsfeste Signale und Betriebsregeln zu beachten. („ERTMS/ETCS on-board equipment mode giving partial protection against over speed and over run. The driver has to observe and obey to line side signals and operating rules when in limited supervision mode.“).
LS ist einer von 17 Modes der aktuellen ETCS-Spezifikation. Er steht in den Leveln 1, 2 und 3 zur Verfügung. Er zählt zu den 7 Betriebsarten mit begrenzter Überwachung (partial supervision modes), in denen keine ausreichenden Infrastrukturdaten für eine Vollüberwachung (Full Supervision) zur Verfügung stehen. Im kommerziellen Betrieb genutzt wird LS bislang nur im ETCS Level 1.
Der Mode wurde mit Baseline 3 neu eingeführt. Ein Großteil des Schweizer Normalspurnetzes wurde mit L1 LS ausgerüstet. In Deutschland wird ETCS Level 1 LS als ETCS signalgeführt eingeführt. Auch in Polen und in Tschechien wird LS verwendet.

## Geschichte

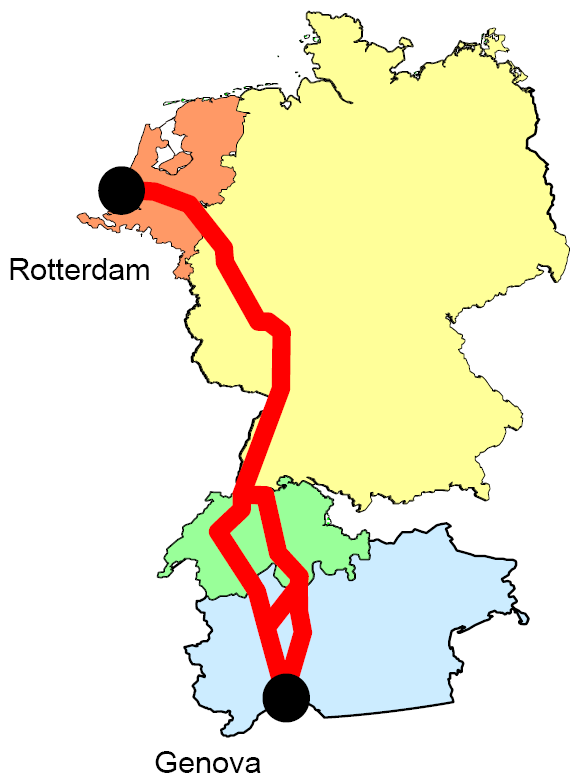
Auf dem ERTMS-Korridor A Rotterdam–Genua wird auf mehreren Abschnitten ETCS Level 1 Limited Supervision eingesetzt.

Im Jahr 2000 beabsichtigten die SBB zunächst, ihr ganzes Netz auf ETCS Level 2 mit Führerraumsignalisierung umzustellen. Dies wurde aus Kostengründen verworfen. Ab 2002 strebten sie ETCS Level 1 LS an und stießen damit auf europäischer Ebene zunächst auf Widerstand. Um 2005 strebten dies auch weitere europäische Eisenbahnen die Anerkennung von Limited Supervision an. Im Gegensatz zu Full Supervision sollten nur einzelne Überwachungsfunktionen nach Bedarf punktuell und risikoorientiert verwendet werden. Während die SBB Ende 2005 planten, ETCS L1 LS bis 2015 auf dem gesamten noch nicht mit Level 2 ausgerüsteten Netz einzuführen. L1 LS war zu dieser Zeit auf europäischer Ebene noch nicht akzeptiert.
Die SBB und die Deutsche Bahn (DB) trieben die Entwicklung von LS voran, der erlaubt, dass alle mit ETCS-L1-ausgerüsteten Züge sowie kostengünstig mit Eurobalise Transmission Module (ETM) nachgerüstete Züge mit bestimmten Klasse-B-Systeme zur Zugbeeinflussung auf Strecken verkehren können, deren bestehende mechanische, Relais- oder elektronische Stellwerke nicht alle nach ETCS erforderlichen Informationen an den Zug liefern können. Die Aufnahme des LS-Modus in die ETCS-Systemspezifikation (SRS) wurde 2002 beantragt. Dabei werden die Informationen von den Stellwerken mit Balisen an den Zug übermittelt, wo sie je nach Ausrüstung des Zuges vom ETCS-Fahrzeugausrüstung oder der Klasse-B-Steuereinheit verarbeitet werden. Die Anzeige von Informationen und die Überwachungsfunktionen entsprechen denen des Class-B-Systems. Im Gegensatz zu der bei ETCS Level 1 vorgesehenen Führerstandssignalisierung erfolgt dabei lediglich eine verdeckte (für den Triebfahrzeugführer nicht sichtbare) Hintergrundüberwachung gegen die Schnellbremseinsatzkurve (EBI). Mit ETCS Level 1 LS (L1LS) wurde ein bis dahin fehlender Modus für eine Fahrt im Normalbetrieb unter Teilüberwachung in die ETCS-Systemspezifikation eingebracht. Im Juli 2008 unterzeichneten die Europäische Kommission, Eisenbahnverbände sowie der Industrie (CER, UIC, UNIFE, EIM, GSM-R-Industrie, EFRA) eine Absichtserklärung, in der die Aufnahme von L1 LS in die Baseline 3 festgelegt wurde. Die SBB schrieben daraufhin die Entwicklung von L1 LS aus. Siemens und Thales leisteten, mit einer Kostenbeteiligung von je rund einer Million Franken, die entsprechende Entwicklungsarbeit. Die Deutsche Bahn beteiligte sich später an den Kosten, um ihre Strecken im europäischen Korridor A damit auszurüsten.
Mit ETCS L1LS sollten neue Fahrzeuge nur noch mit einem Zugbeeinflussungssystem beschafft und vorhandene nicht zwingend nachträglich mit ETCS ausgerüstet werden müssen. Streckenseitige Anlagen (z. B. Stellwerke) sollen nicht vorzeitig ersetzt und ein intelligenter Substanzerhalt damit ermöglicht werden. Daneben sollen Kapazität und Sicherheit zunächst auf dem Sicherheitsniveau der Altsysteme beibehalten werden. Die Alternative ETCS Level 2 FS wurde lange Zeit von den Kosten der Streckeninfrastruktur weit teurer eingeschätzt, da man von einer Doppelausrüstung mit konventioneller Signaltechnik ausging und relativ neue Stellwerkstechnik kostenintensiv auszutauschen wäre. Mit den neueren Entwicklungen von Eulynx, der Verschiebung der bisherigen Doppelausrüstungsstrategie von den Strecken auf die Fahrzeuge, steigenden Kosten für den bei L1 LS notwendigen Kabeltiefbau, der Orientierung auf ETCS L2oS und der beschleunigten Fahrzeugausrüstung könnte sich in Deutschland der zukünftige Einsatz von L1LS reduzieren. Der Modus Limited Supervision ist in den Leveln L1 bis L3 nahezu funktionsgleich spezifiziert, wird aber aus den genannten Gründen bisher fast ausschließlich nur mit L1 genutzt.
Die verwendeten Eurobalisen werden mit einer Signalschalteinheit (LEU) an die Signale angeschlossen. Neben Signalen können auch Geschwindigkeitsprüfabschnitte entsprechend umgerüstet werden. In Deutschland oder der Schweiz bleibt die PZB- bzw. Euro-Signum-Ausrüstung der Strecke dabei weiterhin erhalten.
Im Bahnhof Burgdorf rüsteten die SBB 30 Signale und einen Triebwagen der Reihe 540 versuchsweise mit L1 LS aus. Entsprechende Tests liefen zwischen September 2009 und Ende Februar 2010. Sie hatten zum Ziel, die Projektierungsregeln, die europäische Spezifikation und das Verhalten der Fahrzeuggeräte zu prüfen. Auf einem „Open Cab Day“ am 23. Februar 2010 wurden Vertreter europäischer Bahnen, Gremien, Verbänden, Lieferanten und interessierter Fachmedien eingeladen. Am 9. September 2011 gaben die SBB bekannt, bis Ende 2017 die bestehenden Zugbeeinflussungssysteme Signum und ZUB durch ETCS zu ersetzen. Im Rahmen des Programms „ETCS Netz“ sollten rund 300 Millionen Franken investiert werden. Der Entscheidung gingen dreijährige Vorbereitungen voraus.
Ende 2015 wurde damit gerechnet, dass für LS geeignete Fahrzeuggeräte nicht vor Ende 2017 zur Verfügung stehen werden.
Die Deutsche Bahn ging 2017 davon aus, mit LS „auf Grundlage von ETCS-Komponenten ein Zugbeeinflussungssystem errichten, das relativ einfach in die existierende Infrastruktur integriert werden kann und sich daher für eine Migration zu ETCS anbietet“. „Bei Gewährleistung der Funktionalität bisheriger Systeme“ könne es „für den Fahrbetrieb darüber hinaus zu Verbesserungen führen“.

## Ausrüstung von Infrastrukturen für ETCS L1LS
ETCS L1LS wird von den Ländern des ERTMS-Korridors A (Niederlande, Deutschland, Schweiz und Italien) unterstützt.
Das Bundesamt für Verkehr setzte zum 1. Mai 2012 die Richtlinie „Zugbeeinflussung im schweizerischen Normalspur-Eisenbahnnetz“ in Kraft gesetzt, wonach die Zugbeeinflussungssysteme Integra-Signum und ZUB 121 mit dem Ersatz der Gleisgeräte durch Balisen zu ETCS L1 LS migriert werden.
In der Schweiz wurde zwischen 2012 und Ende 2017 nahezu das gesamte Normalspurnetz, soweit nicht ETCS L2 verfügbar ist, mit ETCS L1LS ausgerüstet. Bei rund der Hälfte der 12.500 Zugbeeinflussungspunkte der SBB wurden auch Informationen zur Geschwindigkeitsüberwachung übertragen und somit das Sicherheitsniveau verbessert. Anfang 2018 noch nicht ausgerüstet waren mehrere Grenzbetriebsstrecken. Die SBB haben für ihre Strecken Siemens damit beauftragt. Zudem zeigen Belgien und diverse Länder im Osten der EU Interesse an ETCS L1LS. Im Rahmen der Migration wurden zusätzliche Signalpunkte mit einer Geschwindigkeitsüberwachung nachgerüstet. Bis Anfang 2018 waren 5400 Signalpunkte entsprechend ausgerüstet, ein weiterer Ausbau geplant.
Bei der BLS wurden bis Ende 2017 rund 1300 Signalpunkte umgerüstet, bei der Südostbahn waren 357 Signalpunkte auszurüsten. Nach definierten Kriterien wurde bei beiden Bahnen entschieden, ob mit Balisen lediglich die Funktionen „Halt“ und „Warnung“ oder auch eine Geschwindigkeitsüberwachung umgesetzt wird.
In Deutschland sollten, nach dem Planungsstand von 2017, 715 km mit L1 LS ausgerüstet werden. Ab 2022 sollte der deutsche Anteil des Korridors A mit ETCS durchfahrbar sein. Am 12. Juli 2023 sollen auf die „Lastenheftversion 2.0“ hochgerüstete Strecken in Betrieb gehen, nachdem ETCS L1 LS seit 2021 nicht nutzbar war.
Der belgische Infrastrukturbetreiber Infrabel rüstet nur wenig belastete Bereiche mit ETCS Level 1 Limited Supervision aus, um diese später auf Level 2 Full Supervision hochzurüsten.

## Limited Supervision unter Level 2
Die einzige bekannte Anwendung von Limited Supervision unter Level 2 findet im Netz des italienischen Infrastrukturbetreibers RFI statt und wird ausschließlich bei der Einfahrt in Stumpfgleise („Binari tronchi“) eingesetzt. Des Weiteren war die Nutzung von Limited Supervision unter Level 2 Gegenstand diverser wissenschaftlicher Arbeiten und einer Patentanmeldung.

## Sonstiges
Mit ETCS L1LS soll in Deutschland eine ähnliche (oder geringfügig größere) Leistungsfähigkeit sowie ein ähnliches Leistungsverhalten wie unter Punktförmiger Zugbeeinflussung realisiert werden. Die Verlinkung (Linking) von Balisen erfolgt nicht durchgehend, kann aber zur Aufdeckung von Fehlern in bestimmten Situationen gefordert werden.